# 中国—墨西哥关系
中国—墨西哥关系（西班牙語：Relaciones China-México），简称中墨关系，是指歷史上的中國和墨西哥、以至中华人民共和国和墨西哥合眾国之間的雙邊關係。兩國於1972年建交。近年來兩國正就美國市場進行激烈競爭，墨西哥政府指責中國企圖透過出口低工資工廠製造的廉價貨品衝擊其出口。

## 歷史

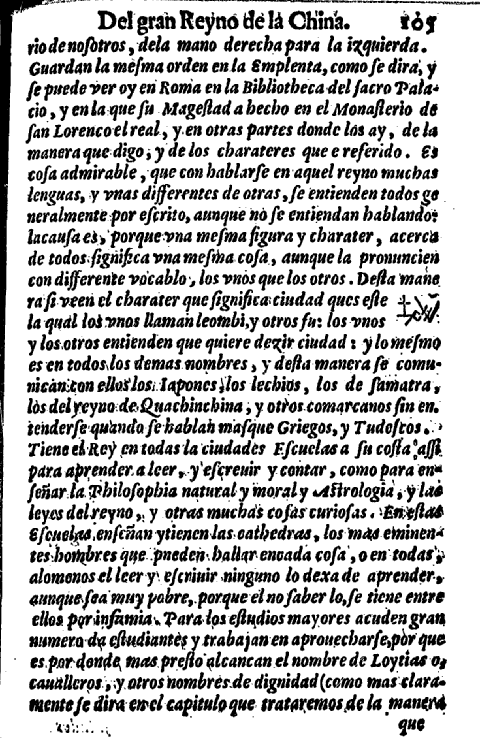
以墨西哥作基地的奧斯定會的作品，可能為歐洲（1585年）第一本擁有中文字的書籍。此處，門多薩嘗試寫出「城」字。

中墨兩國之間的聯繫可追溯至西班牙殖民帝國在美洲和菲律賓殖民的早期。在16至17世紀，中國和西班牙的人、貨、新聞流動多數經由菲律賓、墨西哥。載着兩加侖的中國貨物於1573年經由菲律賓抵達阿卡普爾科。
最明顯的西班牙帝國和中國明清時期的貿易就是所謂的西班牙銀圓。由墨西哥的銀礦經鑄造而成。即使墨西哥獨立和菲律賓改由美國統治，墨西哥銀元仍為中國貨幣的重要一環。晚清時期，墨西哥銀元成為中國省級鑄造貨幣時的標準。
1893年，墨西哥开始派遣驻华公使，由驻日公使兼任，同时在北京设立公使馆，由代办主持馆务。墨西哥也在福州等城市设立了领事馆。清朝朝廷于光绪二十九年（1903年）开始在派遣出使墨西哥钦差大臣，由驻美使臣兼任，同时设总领事兼参赞一员。1913年5月2日，墨西哥承认中华民国。1920年代，墨西哥裁撤驻华公使馆，由驻日公使兼任驻华公使。1937年，墨西哥在上海重设驻华公使馆，并开始派遣专使。1944年7月23日，两国升格为大使级外交关系。1949年，中华人民共和国成立后，墨西哥暂未给予外交承认直到1971年。
路易斯·埃切维里亚于1970年成为墨西哥总统后，开始改善与中华人民共和国的关系，尽管他一度受到美国的压力，但墨西哥代表仍然在1971年10月25日的联合国大会上，投票支持中华人民共和国加入联合国，即《聯合國大會2758號決議》。11月16日，墨西哥与中華民國断交並撤销外交承认，1972年2月14日，中华人民共和国与墨西哥合众国建交，此后两国关系友好顺利发展。1973年，墨西哥時任總統路易斯·埃切韋里亞訪問中國，會見中国共产党中央委员会主席毛泽东。
2016年美國總統選舉後，中國和墨西哥承諾深化外交關係。 2016年12月12日，國務委員楊潔篪會見墨西哥外長克勞迪婭·魯伊斯·馬西厄，討論改善兩國交通和貿易問題。2019年7月，墨西哥外長埃布拉德訪華，為兩國貿易投資注入新動力。
2021年，墨西哥總統安德列斯·歐布拉多為墨西哥政府托雷翁大屠殺中所扮演的角色道歉。1911年，在北部城市托雷翁暴民對亞裔社區進行了無端的種族主義行為，造成300多名墨西哥華人被屠殺。

## 政治关系
中国同墨西哥于1972年2月14日建交。2003年12月，中共中央政治局常委、国务院总理温家宝访墨，两国建立战略伙伴关系。2013年6月中共中央总书记、国家主席习近平访墨期间，两国元首共同宣布将双边关系提升为全面战略伙伴关系。2004年8月，中墨成立政府间两国常设委员会，迄已召开6次会议。2008年7月,中墨建立战略对话机制，迄已举行5次对话。
中方主要往访有：中共中央政治局委员、国家主席杨尚昆（1990年5月）；国务委员兼外交部长钱其琛（1993年3月）；中共中央政治局常委、国务院副总理朱镕基（1993年5月）；中共中央政治局常委、国务院总理李鹏（1995年10月）；中共中央政治局常委、中央书记处书记胡锦涛（1997年1月）；中共中央总书记、国家主席江泽民（1997年11月）；国务委员司马义·艾买提（2001年5月）；中共中央政治局常委、国务院总理温家宝（2003年12月）；中共中央政治局常委、国家副主席曾庆红（2005年1月）；中共中央政治局常委、全国政协主席贾庆林（2005年5月）、中共中央总书记、国家主席胡锦涛（2005年9月、2012年6月出席二十国集团领导人洛斯卡沃斯峰会）；国务委员陈至立（2006年2月）、中共中央政治局常委李长春（2007年3月）；全国人大常委会副委员长乌云其木格（2010年4月）；国务委员兼国防部长梁光烈（2010年9月）；全国政协副主席白立忱（2012年2月）；全国政协副主席阿不来提·阿不都热西提（2012年11月）；胡锦涛特使、全国人大常委会副委员长路甬祥（2012年12月，出席墨总统权力交接仪式）；全国人大常委会副委员长张平（2013年4月）；中共中央总书记、国家主席习近平（2013年6月，曾于2009年2月以国家副主席身份访墨）；全国人大常委会副委员长陈昌智（2014年1月，出席亚太议会论坛第22届年会）；全国政协副主席韩启德（2014年5月）；中共中央政治局常委、全国人大常委会委员长张德江（2014年11月）、全国人大常委会副委员长罗富和（2015年10月，出席第九届中拉企业家高峰会）；中共中央政治局委员、广东省委书记胡春华（2016年5月）；中共中央政治局委员、国务院副总理刘延东（2016年8月）；国务委员、中央外事办主任杨洁篪（2016年12月）；全国政协副主席、中国—拉丁美洲和加勒比友好协会会长马培华（2017年6月）；习近平特使、全国人大常委会副委员长沈跃跃（2018年12月，出席墨总统权力交接仪式）；全国人大常委会副委员长肖捷（2023年7月）等。
墨方主要来访有：埃切维里亚总统（1973年4月）、波蒂略总统（1978年10月）、德拉马德里总统（1986年12月）、萨利纳斯总统（1993年11月）、塞迪略总统（1996年11月）、福克斯总统（2001年6月）、卡尔德龙总统（2008年7月）、培尼亚总统（2013年4月访华并出席博鳌亚洲论坛年会、2014年11月来华出席亚太经合组织第22次领导人非正式会议并对中国进行国事访问、2016年9月来华出席G20杭州峰会、2017年9月来华出席新兴市场国家与发展中国家对话会）、巴尔沃萨参议长（2015年7月）、埃布拉德外长（2018年11月来华出席首届中国国际进口博览会）、参议院农牧渔业与农村发展委员会主席纳瓦罗（2019年10月率团来华出席中墨议会对话论坛第四次会议）、马克斯经济部长（2019年11月来华出席第二届中国国际进口博览会）。

## 经贸关系
中国是墨西哥第二大贸易伙伴，墨西哥是中国在拉美第二大贸易伙伴。据中国海关总署统计，2022年中墨贸易总额达950亿美元，其中中国出口额775亿美元，进口额175亿美元。中国对墨西哥主要出口液晶显示板、塑料制品、机动车零部件等，自墨西哥主要进口铜矿砂、集成电路、医疗仪器等产品。

## 援助
2020年以来，COVID-19疫情在墨西哥国内蔓延，中华人民共和国政府给予了墨西哥政府一定的援助。2021年2月20日，首批20万剂中国科兴新冠疫苗运抵墨西哥城，墨西哥总统洛佩斯致电中国驻墨西哥大使祝青桥，对中国政府大力支持墨抗疫工作、紧急驰援疫苗成品表示衷心感谢。22日在墨西哥州埃卡特佩克市开始接种其后，2021年2月27日第二批中国科兴新冠疫苗运抵墨西哥首都墨西哥城国际机场。中国驻墨西哥大使祝青桥和墨西哥外交部长埃布拉德前往机场迎接。

## 外部連結
| - 中国驻墨西哥大使馆官方网站（简体中文）（西班牙文） - 中国驻墨西哥大使馆经济商务处官方网站（简体中文） - 中国驻蒂华纳总领事馆官方网站（简体中文）（西班牙文） | - 墨西哥駐華大使館官方網站（简体中文）（英文）（西班牙文） - 墨西哥驻上海总领事馆官方网站（简体中文）（西班牙文） - 墨西哥駐廣州總領事館官方網站（简体中文）（西班牙文） |